# Дружне (Пологівський район)
Дружне (до 2016 року — Ленінське) — село в Україні, у Кам'янській селищній громаді Пологівського району Запорізької області. Населення становить 78 осіб. До 2018 орган місцевого самоврядування - Гусарківська сільська рада.

## Історія
12 червня 2020 року, відповідно до розпорядження Кабінету Міністрів України № 713-р «Про визначення адміністративних центрів та затвердження територій територіальних громад Запорізької області», увійшло до складу Більмацької селищної громади.
19 липня 2020 року, в результаті адміністративно-територіальної реформи та ліквідації  Більмацького району увійшло до складу Пологівського району.

## Географія
Село Дружне примикає до села Лозове, на відстані 5 км розташоване село Гусарка. По селу протікає пересохлий струмок із загатою. Поруч проходить залізниця, станція Магедове за 2 км.